# Yokoshibahikari
Yokoshibahikari (横芝光町 Yokoshibahikari-machi?) es un pueblo en la prefectura de Chiba, Japón, localizado en la parte centro-este de la isla de Honshū, en la región de Kantō. El 1 de marzo de 2021 tenía una población estimada de 22 271 habitantes y una densidad de población de 332 personas por km².

## Geografía
Yokoshibahikari se encuentra en el noreste de la península de Bōsō, bordeada al este por el océano Pacífico. El municipio carece de un centro, ya que consiste en una colección de aldeas dispersas por el campo que se extiende desde la estación de Yokoshiba en la línea principal de Sōbu. La zona costera de Yokoshibahikari, que forma parte de la playa de Kujūkuri, está protegida como parte del parque natural de Kujūkuri.

## Historia
Yokoshibahikari se formó el 27 de marzo de 2006 por la fusión de los pueblos de Hikari, del distrito de Sōsa y Yokoshiba, del distrito de Sanbu. El distrito de Sōsa se disolvió como resultado de esta fusión.

## Economía
La agricultura ha sido un pilar de la economía de Yokoshibahikari desde la antigüedad. Además del cultivo extensivo de arroz, es un centro de producción de negi, cebolla galesa, tomate y kabocha, una variedad japonesa de calabaza. También se encuentran granjas de cerdos y lácteos y en 1991, la parte norte del pueblo fue designada como el parque industrial Yokoshiba debido a su proximidad al Aeropuerto Internacional de Narita.

## Demografía
Según los datos del censo japonés, la población de Yokoshibahikari ha disminuido en los últimos 20 años.
| Gráfica de evolución demográfica de Yokoshibahikari entre 1940 y 2015 |
|                                                                       |
| Oficina de Estadísticas de Japón                                      |